# Campotéjar
Campotéjar – gmina w Hiszpanii, w prowincji Grenada, w Andaluzji, o powierzchni 35,81 km². W 2011 roku gmina liczyła 1362 mieszkańców.
Okolice Campotéjar są zamieszkane od późnej epoki neolitu i epoki brązu, o czym świadczy miejsce jaskini grobowej Cerro del Castellón.